# Dave le barbare
Dave le Barbare (Dave the Barbarian) est une série télévisée d'animation américaine en 21 épisodes de 22 minutes (deux segments par épisode) créée par Doug Langdale et Savage Steve Holland et diffusée entre le 23 janvier 2004 et le 22 janvier 2005 sur Disney Channel.
En France, la série est diffusée en 2006 sur Disney Channel, et rediffusée sur Toon Disney et en Belgique sur Club RTL.

## Synopsis
La série est centrée sur Dave, un barbare adolescent, son épée parlante Lula, ses sœurs Furie et la princesse Candy, et leur oncle Hagar le sorcier. Ils habitent dans le royaume d'Udrogothe, qu'ils défendent contre Chouquette, le cochon maboul.

## Distribution

### Voix originales
- Danny Cooksey - Dave
- Erica Luttrell - Candy
- Kevin Michael Richardson - l'oncle Hagar (Uncle Oswidge)
- Tress MacNeille - Furie (Fang)
- Paul Rugg - Chouquette, le cochon maboul (Chuckles the silly piggy)
- Estelle Harris - Lula
- Jeff Bennett - le narrateur
- James Hetfield - Chino
- Lars Ulrich - Jett
- Lisa Kaplan - Bogmelon
- Rob Paulsen
- Michael McShane
- Joan Rivers
- Melissa Rivers
- Charlie Adler
- Phil LaMarr
- Cree Summer
- Clancy Brown
- Maurice LaMarche
- Tom Kenny
- Grey DeLisle
- Richard Steven Horvitz
- Brian Posehn
- Jason Marsden
- Phil Morris
- Quinton Flynn
- Diedrich Bader
- John DiMaggio
- Nestor Carbonell
- Shawn Patterson
- Nigel Planer

### Voix françaises
- Emmanuel Garijo : Dave
- Dorothée Pousséo : Furie
- Véronique Desmadryl : la princesse Candy
- Jean-Claude Sachot : l'oncle Hagar
- Marie-Laure Beneston : Lula
- Emmanuel Jacomy : le narrateur
- Thierry Wermuth : Chouquette, le cochon maboul
- Edwige Lemoine : Dinky
- Gilles Morvan : Jett et le Monstre Bouton
- Pascale Vital : la princesse Maleficia
- Marc Alfos : le roi Throktar
- Emmanuèle Bondeville : la reine Glimia
- Marc Saez : Chino, Ned Frishman, Quozmir
- Emmanuel Karsen : Hypochondre
- Laurence Crouzet : l'impératrice Zontara
- Jean-Loup Horwitz
- Pascal Casanova
- Tanguy Goasdoué
- Christophe Lemoine : Argan

 Source et légende : version française (VF) sur RS Doublage

## Épisodes
1. Gloire à Dave
2. Le père cochon
3. Les aventuriers du hochet perdu
4. Leçon de générosité
5. Le short tyrolien maudit
6. La vie en rose
7. La cuisine infernale
8. L'attaque des pervenches
9. Je ne suis pas un babouin
10. Fausses prédictions